# Пласилья
Пласилья (исп. Placilla) — посёлок в Чили. Административный центр одноимённой коммуны. Население — 2 114 человек (2002).   Посёлок и коммуна входит в состав провинции Кольчагуа и области Либертадор-Хенераль-Бернардо-О’Хиггинс.
Территория — 146,9 км². Численность населения — 8 738 жителя (2017). Плотность населения — 59,5 чел./км².

## Расположение
Посёлок расположен в 63 км к юго-западу от административного центра области города Ранкагуа и в 14 км к западу от административного центра провинции  города Сан-Фернандо.
Коммуна граничит:
- на севере — c коммуной Сан-Висенте-де-Тагуа
- на востоке — с коммуной Сан-Фернандо
- на юго-востоке — c коммуной Чимбаронго
- на западе — c коммуной Нанкагуа

## Демография
Согласно сведениям, собранным в ходе переписи 2017 г  Национальным институтом статистики (INE),  население коммуны составляет:
| Полное население                          | Полное население                          | Полное население                          | Полное население                          | Полное население                          | 8 738 |
| ----------------------------------------- | ----------------------------------------- | ----------------------------------------- | ----------------------------------------- | ----------------------------------------- | ----- |
| в том числе:                              | Городское население                       | 2 375                                     | Процент городского населения, %           | 27,18                                     |       |
|                                           | Сельское население                        | 6 363                                     | Процент сельского населения, %            | 72,82                                     |       |
|                                           | Мужское население                         | 4 432                                     | Процент мужского населения, %             | 50,72                                     |       |
|                                           | Женское население                         | 4 306                                     | Процент женского населения, %             | 49,28                                     |       |
| Плотность населения, чел/км²              | Плотность населения, чел/км²              | Плотность населения, чел/км²              | Плотность населения, чел/км²              | Плотность населения, чел/км²              | 59,5  |
| Население коммуны в % к населению области | Население коммуны в % к населению области | Население коммуны в % к населению области | Население коммуны в % к населению области | Население коммуны в % к населению области | 0,96  |

| Динамика изменения населения коммуны | Динамика изменения населения коммуны | Динамика изменения населения коммуны | Динамика изменения населения коммуны |
| ------------------------------------ | ------------------------------------ | ------------------------------------ | ------------------------------------ |
| 1992                                 | 2002                                 | 2012                                 | 2017                                 |
| 7799                                 | 8078▲                                | 9624▲                                | 8738▼                                |